# Calvin Smith
Calvin Smith (Bolton, 8 gennaio 1961) è un ex velocista statunitense, tre volte campione mondiale, di cui due nei 200 metri piani (1983 e 1987) ed una nella staffetta 4×100 metri (1983).

## Biografia
Durante la propria carriera ha conquistato anche il titolo olimpico della 4×100 metri nel 1984 ed il bronzo nei 100 m piani nel 1988; è stato inoltre detentore del record mondiale dei 100 m piani, con il tempo di 9"93 corso il 3 luglio 1983 a Colorado Springs.
Suo figlio Calvin Jr., nato nel 1987, è un quattrocentista da sub-45".

## Progressione

### 100 metri piani
| Stagione | Tempo | Luogo             | Data      | Rank. Mond. |
| -------- | ----- | ----------------- | --------- | ----------- |
| 1996     | 10"25 | Baton Rouge       | 20-4-1996 |             |
| 1995     | 10"25 | Feldkirch         | 15-7-1995 |             |
| 1994     | 10"22 | Losanna           | 6-7-1994  |             |
| 1994     | 10"22 | Linz              | 4-7-1994  |             |
| 1993     | 10"06 | Edimburgo         | 2-7-1993  |             |
| 1992     | 10"14 | Bad Homburg       | 24-5-1992 |             |
| 1990     | 10"04 | Sestriere         | 8-8-1990  |             |
| 1989     | 10"05 | Oslo              | 1-7-1989  |             |
| 1988     | 9"97  | Zurigo            | 17-8-1988 | 2º          |
| 1987     | 10"07 | Zurigo            | 19-8-1987 |             |
| 1986     | 10"19 | Londra            | 11-7-1986 |             |
| 1985     | 10"10 | Zurigo            | 21-8-1985 |             |
| 1984     | 10"11 | Walnut            | 26-7-1984 |             |
| 1983     | 9"93  | Air Force Academy | 3-7-1983  | 1º          |
| 1982     | 10"05 | Indianapolis      | 25-7-1982 |             |
| 1981     | 10"21 | Baton Rouge       | 5-6-1981  |             |
| 1980     | 10"17 | Austin            | 24-5-1980 |             |
| 1979     | 10"36 | Bakersfield       | 29-6-1979 |             |

## Palmarès
| Anno | Manifestazione  | Sede        | Evento      | Risultato | Prestazione | Note            |
| ---- | --------------- | ----------- | ----------- | --------- | ----------- | --------------- |
| 1981 | Universiadi     | Bucarest    | 100 m piani | Argento   | 10"26       |                 |
| 1981 | Universiadi     | Bucarest    | 4×100 m     | Oro       | 38"70       |                 |
| 1983 | Mondiali        | Helsinki    | 100 m piani | Argento   | 10"21       |                 |
| 1983 | Mondiali        | Helsinki    | 200 m piani | Oro       | 20"14       |                 |
| 1983 | Mondiali        | Helsinki    | 4×100 m     | Oro       | 37"86       | Record mondiale |
| 1984 | Giochi olimpici | Los Angeles | 4×100 m     | Oro       | 37"83       | Record mondiale |
| 1987 | Mondiali        | Roma        | 200 m piani | Oro       | 20"16       |                 |
| 1988 | Giochi olimpici | Seul        | 100 m piani | Bronzo    | 9"99        |                 |
| 1988 | Giochi olimpici | Seul        | 4×100 m     | Batteria  | dq          |                 |

## Altre competizioni internazionali
1985
- Oro in Coppa del mondo ( Canberra), 4×100 m - 38"10

1992
- Bronzo in Coppa del mondo ( L'Avana), 100 m piani - 10"33
- Oro in Coppa del mondo ( L'Avana), 4×100 m - 38"48

1993
- Bronzo alla Grand Prix Final ( Londra), 100 m piani - 10"44